# Betta macrostoma
Betta macrostoma är en fiskart som beskrevs av Regan, 1910. Betta macrostoma ingår i släktet Betta och familjen Osphronemidae. IUCN kategoriserar arten globalt som sårbar. Inga underarter finns listade.